# Copa Gato
La Copa Gato fue un torneo de fútbol que se jugaba principalmente entre Universidad de Chile, Colo-Colo y Universidad Católica en diferentes ciudades del país. Sin embargo, otros equipos fueron invitados a participar en esta competencia, como O'Higgins, Everton, Santiago Wanderers, Huachipato, Universidad de Concepción entre otros, inclusive de preliminares como Deportes Temuco, Provincial Curicó Unido entre otros.
El primer ganador de la copa fue Universidad Católica en el año 2003. Cabe señalar que, si bien Viña San Pedro (dueña de la marca de vino Gato) auspició la Copa Ciudad Viña del Mar 2003 y 2004, son competencias distintas, ya que el certamen viñamarino posee mayor tradición y se disputa una vez por temporada.
Todas las Copas Gato fueron organizadas y producidas por MERCOM S.A., sucedida por Pegaso Chile S.A.

## Historial
| Año          |             | Edición                   |                           | Campeón | Subcampeón |
| 2003 Detalle | 1.º edición | Universidad Católica (1)  | Colo-Colo                 |         |            |
| 2003 Detalle | 2.º edición | Universidad Católica (2)  | Universidad de Chile      |         |            |
| 2003 Detalle | 3.º edición | Santiago Wanderers (1)    | Universidad de Chile      |         |            |
| 2003 Detalle | 4.º edición | Colo-Colo (1)             | Universidad de Chile      |         |            |
| 2003 Detalle | 5.º edición | Universidad de Chile (1)  | Everton                   |         |            |
| 2003 Detalle | 6.º edición | Colo-Colo (2)             | Universidad de Chile      |         |            |
| 2003 Detalle | 7.º edición | Unión Española (1)        | Universidad de Chile      |         |            |
| 2004 Detalle | 1.º edición | Universidad de Chile (2)  | Colo-Colo                 |         |            |
| 2004 Detalle | 2.º edición | Universidad de Chile (3)  | Colo-Colo                 |         |            |
| 2004 Detalle | 3.º edición | Universidad de Chile (4)  | Colo-Colo                 |         |            |
| 2004 Detalle | 4.º edición | Colo-Colo (3)             | Universidad de Chile      |         |            |
| 2004 Detalle | 5.º edición | Universidad de Chile (5)  | Colo-Colo                 |         |            |
| 2004 Detalle | 6.º edición | Universidad de Chile (6)  | Colo-Colo                 |         |            |
| 2005 Detalle | 1.º edición | Santiago Wanderers (2)    | Universidad de Chile      |         |            |
| 2005 Detalle | 2.º edición | Universidad de Chile (7)  | Colo-Colo                 |         |            |
| 2005 Detalle | 3.º edición | Colo-Colo (4)             | Universidad de Chile      |         |            |
| 2005 Detalle | 4.º edición | Universidad Católica (3)  | Universidad de Chile      |         |            |
| 2005 Detalle | 5.º edición | O'Higgins (1)             | Colo-Colo                 |         |            |
| 2005 Detalle | 6.º edición | Colo-Colo (5)             | Santiago Wanderers        |         |            |
| 2006 Detalle | -           | Universidad de Chile (8)  | Colo-Colo                 |         |            |
| 2007 Detalle | 1.º edición | Huachipato (1)            | Universidad de Concepción |         |            |
| 2007 Detalle | 2.º edición | Universidad de Chile (9)  | Colo-Colo                 |         |            |
| 2007 Detalle | 3.º edición | Universidad Católica (4)  | Universidad de Chile      |         |            |
| 2007 Detalle | 4.º edición | Deportes La Serena (1)    | Cobreloa                  |         |            |
| 2007 Detalle | 5.º edición | -                         | -                         |         |            |
| 2007 Detalle | 6.º edición | Universidad de Chile (10) | Colo-Colo                 |         |            |
| 2008 Detalle | -           | Colo-Colo (6)             | Universidad de Chile      |         |            |
| 2009 Detalle | -           | Universidad de Chile (11) | Colo-Colo                 |         |            |
| 2010 Detalle | -           | Universidad de Chile (12) | Colo-Colo                 |         |            |
| 2011 Detalle | 1.º edición | Universidad de Chile (13) | Colo-Colo                 |         |            |
| 2011 Detalle | 2.º edición | Colo-Colo (7)             | Universidad Católica      |         |            |
| 2012 Detalle | -           | Huachipato (2)            | Colo-Colo                 |         |            |

## Palmarés
| Equipo                    | Campeón | Subcampeón |
| ------------------------- | --- | --- |
| Universidad de Chile      | 13 (2003-V, 2004-I, 2004-II, 2004-III, 2004-V, 2004-VI, 2005-II, 2006, 2007-II, 2007-VI, 2009, 2010 , 2011) | 12 (2003-II, 2003-III, 2003-IV, 2003-VI, 2003-VII, 2004-IV, 2005-I, 2005-III, 2005-IV, 2007-III, 2008, 2012)        |
| Colo-Colo                 | 8 (2003-IV, 2003-VI, 2004-IV, 2005-III, 2005-VI, 2008 2011-II, 2012                                         | 14 (2003-I, 2004-I, 2004-II, 2004-III, 2004-V, 2004-VI, 2005-II, 2005-V, 2006, 2007-II, 2007-VI, 2009, 2010 2011-I) |
| Universidad Católica      | 4 (2003-I, 2003-II, 2005-IV y 2007-III)                                                                     | 1 (2011-II) |
| Santiago Wanderers        | 2 (2003-III y 2005-I)                                                                                       | 1 (2005-VI) |
| Huachipato                | 2 (2007-I y 2012)                                                                                           | 0 |
| Union Española            | 1 (2003-VII)                                                                                                | 0 |
| Deportes La Serena        | 1 (2007-IV)                                                                                                 | 0 |
| O'Higgins                 | 1 (2005-V)                                                                                                  | 0 |
| Everton                   | 0 | 1 (2003-V) |
| Universidad de Concepción | 0 | 1 (2007-I) |
| Cobreloa                  | 0 | 1 (2007-IV) |